# Phosphila miselioides
Phosphila miselioides là một loài bướm đêm trong họ Noctuidae.